# S-Plan
Ne doit pas être confondu avec Plan S.
Le S-Plan, campagne de sabotage ou campagne d'Angleterre est une campagne de pose de bombes et d'actes de sabotage contre l'infrastructure civile, économique et militaire du Royaume-Uni de 1939 à 1940, menée par des membres de l'Armée républicaine irlandaise (IRA). Le plan a été mis en œuvre par Seamus O'Donovan (en) en 1938 à la demande de Seán Russell, alors chef d'état-major de l'IRA. Russell et Joseph McGarrity (en) auraient formulé la stratégie en 1936.

### Sources et informations complémentaires
- Mark M. Hull, Irish Secrets. German Espionage in Wartime Ireland 1939–1945 2004.  (ISBN 0-7165-2807-X)
- David O'Donoghue, "The Devil's Deal: the IRA, Nazi Germany and the Double Life of Jim O'Donovan" 2010.  (ISBN 978-1-84840-080-1)
- Enno Stephan, Spies in Ireland 1963.  (ISBN 1-131-82692-2) (reprint)
- Carolle J. Carter, The Shamrock and the Swastika 1977.  (ISBN 0-87015-221-1)
- M.L.R smith, Fighting for Ireland? The military strategy of the Irish Republican movement 1997.  (ISBN 0-415-16334-X)
- J. Bowyer Bell, The Secret Army – the IRA 1997 3rd ed.  (ISBN 1-85371-813-0)